# Albert Palmers de Terlaemen
Albert Louis Charles Marie Palmers de Terlamen of Palmers de Terlaemen (Hasselt, 23 april 1862 - Stevoort, 10 december 1949) was een Belgisch volksvertegenwoordiger en burgemeester.

## Levensloop
Albert Palmers verkreeg bij koninklijk besluit in 1933 de Terlamen aan zijn familienaam te mogen toevoegen, naar de naam van het Kasteel Terlaemen in Zolder dat aan de familie toebehoorde. Hij zorgde ervoor dat het familiewapen werd opgenomen in de heraldische standaardwerken van J.B. Rietstap en van J. Th. de Raadt. Op het plaatselijke kerkhof liet hij een grote grafkelder bouwen met het wapenschild van de familie. 
Hij behoorde tot een familie uit het Hasseltse. Zijn grootvader Laurens-Renier Palmers (Kermt, 1765 - Stevoort, 1839) breidde de familiale stokerij op de Veldekemolen verder uit. Hij trouwde in 1799 met de vermogende Maria-Theresia-Carolina de Borman (overleden Hasselt, 1844) en ze kregen zeven kinderen. Haar vader, Jan-Renier-Jacob de Borman, was schout van Lummen en burgemeester van Hasselt. Hij baatte eveneens een stokerij uit. 
Laurens-Renier Palmers nam ook de stokerij van de familie Hussen en de stokerij De Gulden Spoor over en weldra was hij een van de belangrijkste jeneverstokers van Hasselt en belegde zijn winsten in onroerende goederen. De landbouwgronden met het bijhorende vee, lieten toe de restproducten van de jeneverstokerij als veevoeder te valoriseren. Hij kocht ook in Stevoort het Cannaertshof van de familie de Hinnisdael en het kasteel van Stevoort van de familie de Libotton. Hij bezat ook het kasteel de Burg in Lummen, in 1837 gekocht van de hertogin van Arenberg. 
Een van de kinderen van het echtpaar Palmers-de Borman was Louis-Laurent Palmers (1803-1880), die trouwde met Léontine de Sigers. Door dit huwelijk kwamen Het Gravenhuys en De Macerys op de Havermarkt in het bezit van de familie Palmers. Het echtpaar Palmers-de Sigers bewoonde het kasteel van Stevoort en bezat tevens Terlamen. 
Albert Louis Charles Marie was een van hun kinderen en trouwde in 1887 met Anaïs de Groote. Hij werd 
- provincieraadslid voor Limburg (1900-1908 en 1919-1932);
- gemeenteraadslid (1908-1910) en burgemeester (1909-1910) van Stevoort.

In 1908 werd hij verkozen tot katholiek volksvertegenwoordiger voor het arrondissement Hasselt en vervulde dit mandaat tot in 1912. 